# 日本経営合理化協会
株式会社日本経営合理化協会事業団は、東京都に本社を置く、社長学を専門として取り扱い、経営者向けセミナーの企画・運営、出版物、オーディオ教材の販売、経営者向けのコラムを提供する企業である。創業者は牟田 學。理事長は牟田太陽。

## 概要
「日本経済を活性化するためには、中堅・中小企業が成長、発展することが不可欠」との信念から、その業務合理化に必要な諸事業を総合的に推進し、もって日本の産業の発展に寄与する事を目的として1965年4月1日に設立。
新規創造企業と中小企業セクターを主な会員とし、経営指導、経済動向等の変化へ対応する各種研究会、海外企業進出事業提携の仲介、新しい商材の発掘、ビデオやCD、DVD、さらに経営者向け書籍、海外視察研修などを提供している。
また毎年、春季・夏季の年2回、経営者・経営幹部のための全国経営者セミナーを開催しており、講師として各界の著名人が参加している。

## 全国経営者セミナー
毎年、春季・夏季の年2回開催される経営者のためのセミナー、勉強会。

講師陣には若手経営者から自社ブランド力を高め繁栄している創造的経営者、各分野での専門家、コンサルタントが出演する。
全国の中小企業の社長、約700名が集い『勝ち残る戦略・戦術』を学び、また情報交換の場として提供としている。
2003年にはミハイル・ゴルバチョフが登壇した。

## 全国経営者セミナー、過去の主な講演者

### 財界
- 森下洋一(松下電器産業社長)
- 出井伸之(ソニー社長)
- 山本卓眞(富士通会長)
- 金川千尋(信越化学工業社長)
- 和田勇(積水ハウス社長)
- 大星公二(NTTドコモ会長)
- 桜井正光(リコー社長)
- 福地茂雄(アサヒビール会長)
- 永守重信(ニデック会長)
- 森章(森トラスト社長)
- 井植敏(三洋電機会長)
- 長谷川武彦(ヤマハ発動機会長)
- 前田又兵衛(前田建設工業会長)
- 梅原誠(シチズン時計社長)
- 木瀬照雄(TOTO社長)
- 菊川剛(オリンパス社長)
- 高原慶一朗(ユニ・チャーム会長兼社長)
- 糸山英太郎(新日本観光会長兼社長)
- 徳田虎雄(特定医療法人徳州会)
- 三木谷浩史(楽天会長兼社長)
- 松井道夫(松井証券社長)
- 熊谷正寿(GMOインターネット社長)
- 中本祐昌(ウッドワン社長)
- 鳥羽博道(ドトールコーヒー社長)
- 塚本勲(加賀電子社長)
- 羽鳥兼市(ガリバーインターナショナル社長)
- 南部靖之(パソナグループ代表)
- 澤田秀雄(エイチ・アイ・エス会長)
- 矢野博文氏(大創産業社長)
- 捧賢一(コメリ社長)
- 斎藤峰明(エルメスジャポン社長)
- 鈴木敏文 (株式会社セブン＆アイ・ホールディングス　名誉顧問)
- 酒巻　久 (キヤノン電子　代表取締役社長)
- 今村隆郎 (日清オイリオグループ　代表取締役会長)
- 安渕聖司 (ビザ・ワールドワイド・ジャパン株式会社 代表取締役)

## 出版局の代表的刊行物
日本経営合理化協会出版局の代表的な出版物は以下のとおり。
- 「成功の実現」中村天風述
- 「一倉定の社長学全集」一倉定著
- 「価格の決定権を持つ経営」酒井光雄著
- 「ユダヤ商法」マーヴィン・トケイヤー著、加瀬英明訳
- 「富と成功の秘訣―ユダヤ5000年の叡智」マーヴィン・トケイヤー著、加瀬英明訳
- 「人蕩しの術」無能唱元著
- 「承継と相続 おカネの実務」井上和弘著

## オーディオ・ビジュアル局の代表的刊行物
日本経営合理化協会オーディオ・ビジュアル局の代表的な出版物は以下のとおり。
- 「一倉定の社長学」シリーズCD
- 「稲盛和夫の経営のこころ」CD
- 「世紀の対談・ビルゲイツとバフェット」DVD
- 「言志四録」CD
- 「名経営者・著名専門家の講演」CDシリーズ
- 「ネット社長塾」CDシリーズ
- 「帝王学」CD